# Tornei di tennis maschili indipendenti nel 1978
Nel 1978 i tornei di tennis maschili facevano parte del Colgate-Palmolive Grand Prix 1978, ma molti non erano inseriti in nessun particolare circuito.

## Calendario

### Gennaio
| Settimana  | Torneo                                                                 | Vincitore                  | Finalista      | Semifinalisti | Eliminati ai quarti |
| ---------- | ---------------------------------------------------------------------- | -------------------------- | -------------- | ------------- | ------------------- |
| Gennaio    | Torneo di Ponte Vedra 1978 Ponte Vedra, Spagna Singolare - Doppio      | Robert Lutz 6-4 6-1        | Dick Stockton  |               |                     |
| Gennaio    | Torneo di Ponte Vedra 1978 Ponte Vedra, Spagna Singolare - Doppio      |                            |                |               |                     |
| Gennaio    | Torneo di Paradise Island 1978 Paradise Island, USA Singolare - Doppio | Billy Martin 6-4 1-6 7-6   | Víctor Pecci   |               |                     |
| Gennaio    | Torneo di Paradise Island 1978 Paradise Island, USA Singolare - Doppio |                            |                |               |                     |
| 8 gennaio  | Tasmanian Open 1978 Hobart, Australia Singolare - Doppio               | Bob Carmichael 4-6 6-3 6-4 | John Marks     |               |                     |
| 8 gennaio  | Tasmanian Open 1978 Hobart, Australia Singolare - Doppio               |                            |                |               |                     |
| 18 gennaio | Western Australian Open 1978 Perth, Australia Singolare - Doppio       | John Marks 6-0 7-5 6-3     | Bob Carmichael |               |                     |
| 18 gennaio | Western Australian Open 1978 Perth, Australia Singolare - Doppio       |                            |                |               |                     |

### Febbraio
| Settimana   | Torneo                                                                                  | Vincitore              | Finalista     | Semifinalisti | Eliminati ai quarti |
| ----------- | --------------------------------------------------------------------------------------- | ---------------------- | ------------- | ------------- | ------------------- |
| 5 febbraio  | New South Wales Hard Court Championships 1978 Wagga Wagga, Australia Singolare - Doppio | S Wright 6-2 7-5       | R Swaysland   |               |                     |
| 5 febbraio  | New South Wales Hard Court Championships 1978 Wagga Wagga, Australia Singolare - Doppio |                        |               |               |                     |
| 26 febbraio | Ocean City Open 1978 Ocean City, USA $100,000 - Sintetico indoor Singolare - Doppio     | Balázs Taróczy 6-4 6-4 | Raymond Moore |               |                     |
| 26 febbraio | Ocean City Open 1978 Ocean City, USA $100,000 - Sintetico indoor Singolare - Doppio     |                        |               |               |                     |

### Marzo
| Settimana | Torneo                                                              | Vincitore              | Finalista        | Semifinalisti | Eliminati ai quarti |
| --------- | ------------------------------------------------------------------- | ---------------------- | ---------------- | ------------- | ------------------- |
| 6 marzo   | Scandinavian Championships 1978 Göteborg, Svezia Singolare - Doppio | Björn Borg 6-4 1-6 6-3 | Vitas Gerulaitis |               |                     |
| 6 marzo   | Scandinavian Championships 1978 Göteborg, Svezia Singolare - Doppio |                        |                  |               |                     |

### Aprile
| Settimana | Torneo                                                                              | Vincitore              | Finalista        | Semifinalisti | Eliminati ai quarti |
| --------- | ----------------------------------------------------------------------------------- | ---------------------- | ---------------- | ------------- | ------------------- |
| 18 aprile | Pondus Cup 1978 Copenaghen, Danimarca $90,000 - Sintetico indoor Singolare - Doppio | Björn Borg 2-6 6-4 6-4 | Vitas Gerulaitis |               |                     |
| 18 aprile | Pondus Cup 1978 Copenaghen, Danimarca $90,000 - Sintetico indoor Singolare - Doppio |                        |                  |               |                     |
| 23 aprile | Suntory Cup 1978 Tokyo, Giappone $200,000 - Sintetico Singolare - Doppio            | Björn Borg 6-1 6-2     | Jimmy Connors    |               |                     |
| 23 aprile | Suntory Cup 1978 Tokyo, Giappone $200,000 - Sintetico Singolare - Doppio            |                        |                  |               |                     |

### Maggio
| Settimana | Torneo                                                                                   | Vincitore             | Finalista  | Semifinalisti | Eliminati ai quarti |
| --------- | ---------------------------------------------------------------------------------------- | --------------------- | ---------- | ------------- | ------------------- |
| 5 maggio  | Downeast Tennis Classic 1978 Portland, USA $15,000 - Sintetico indoor Singolare - Doppio | Peter Fleming 6-4 6-4 | Gene Mayer |               |                     |
| 5 maggio  | Downeast Tennis Classic 1978 Portland, USA $15,000 - Sintetico indoor Singolare - Doppio |                       |            |               |                     |

### Giugno
| Settimana | Torneo                                                                   | Vincitore             | Finalista  | Semifinalisti | Eliminati ai quarti |
| --------- | ------------------------------------------------------------------------ | --------------------- | ---------- | ------------- | ------------------- |
| 10 giugno | Kent Championships 1978 Beckenham, Gran Bretagna Erba Singolare - Doppio | Jimmy Connors 9-8 6-3 | Stan Smith |               |                     |
| 10 giugno | Kent Championships 1978 Beckenham, Gran Bretagna Erba Singolare - Doppio |                       |            |               |                     |

### Luglio
| Settimana | Torneo                                              | Vincitore              | Finalista     | Semifinalisti | Eliminati ai quarti |
| --------- | --------------------------------------------------- | ---------------------- | ------------- | ------------- | ------------------- |
| 15 luglio | Irish Open 1978 Dublino, Irlanda Singolare - Doppio | Bob Carmichael 6-3 6-2 | Sean Sorensen |               |                     |
| 15 luglio | Irish Open 1978 Dublino, Irlanda Singolare - Doppio |                        |               |               |                     |

### Agosto
Nessun evento

### Settembre
| Settimana    | Torneo                                                                                      | Vincitore                 | Finalista   | Semifinalisti | Eliminati ai quarti          |
| ------------ | ------------------------------------------------------------------------------------------- | ------------------------- | ----------- | ------------- | ---------------------------- |
| 18 settembre | New England Championships 1978 Hartford, USA Singolare - Doppio                             | John McEnroe 6-2 6-4      | Johan Kriek |               |                              |
| 18 settembre | New England Championships 1978 Hartford, USA Singolare - Doppio                             |                           |             |               |                              |
| 24 settembre | Buenos Aires 4 Men Invitational 1978 Buenos Aires, Argentina Terra rossa Singolare - Doppio | Jimmy Connors 5-7 6-3 6-3 | Björn Borg  |               | Ilie Năstase José Luis Clerc |
| 24 settembre | Buenos Aires 4 Men Invitational 1978 Buenos Aires, Argentina Terra rossa Singolare - Doppio |                           |             |               | Ilie Năstase José Luis Clerc |

### Ottobre
| Settimana  | Torneo                                                        | Vincitore               | Finalista        | Semifinalisti | Eliminati ai quarti |
| ---------- | ------------------------------------------------------------- | ----------------------- | ---------------- | ------------- | ------------------- |
| 15 ottobre | Tel Aviv Open 1978 Tel Aviv, Israele Singolare - Doppio       | Tom Okker 6-7 6-4 6-2   | Peter Feigl      |               |                     |
| 15 ottobre | Tel Aviv Open 1978 Tel Aviv, Israele Singolare - Doppio       |                         |                  |               |                     |
| 22 ottobre | Hamburg Open 1978 Amburgo, Germania Singolare - Doppio        | Björn Borg 6-1 6-1      | Wojciech Fibak   |               |                     |
| 22 ottobre | Hamburg Open 1978 Amburgo, Germania Singolare - Doppio        |                         |                  |               |                     |
| 22 ottobre | Rotterdam Open 1978 Rotterdam, Paesi Bassi Singolare - Doppio | Guillermo Vilas 7-5 6-4 | Tim Gullikson    |               |                     |
| 22 ottobre | Rotterdam Open 1978 Rotterdam, Paesi Bassi Singolare - Doppio |                         |                  |               |                     |
| 29 ottobre | Manila Open 1978 Manila, Filippine Singolare - Doppio         | Björn Borg 6-2 7-6      | Vitas Gerulaitis |               |                     |
| 29 ottobre | Manila Open 1978 Manila, Filippine Singolare - Doppio         |                         |                  |               |                     |

### Novembre
| Settimana   | Torneo                                                                      | Vincitore                                | Finalista                   | Semifinalisti | Eliminati ai quarti |
| ----------- | --------------------------------------------------------------------------- | ---------------------------------------- | --------------------------- | ------------- | ------------------- |
| 19 novembre | Torneo di Kyoto 1978 Kyoto, Giappone Singolare - Doppio                     | Ross Case 6-1 6-7 6-1                    | Jun Kuki                    |               |                     |
| 19 novembre | Torneo di Kyoto 1978 Kyoto, Giappone Singolare - Doppio                     |                                          |                             |               |                     |
| 26 novembre | Gunze Invitational 1978 Tokyo, Giappone Sintetico indoor Singolare - Doppio | Jimmy Connors 6-2 6-4                    | Ilie Năstase                |               |                     |
| 26 novembre | Gunze Invitational 1978 Tokyo, Giappone Sintetico indoor Singolare - Doppio |                                          |                             |               |                     |
| 26 novembre | Queensland Open 1978 Brisbane, Australia Singolare - Doppio                 | Dale Collings 7-6 6-4 6-4                | Victor Eke                  |               |                     |
| 26 novembre | Queensland Open 1978 Brisbane, Australia Singolare - Doppio                 | Charles Fancutt Tim Wilkison 6-7 7-6 6-4 | Dale Collings Noel Philipps |               |                     |

### Dicembre
| Settimana  | Torneo                                                                          | Vincitore             | Finalista | Semifinalisti | Eliminati ai quarti |
| ---------- | ------------------------------------------------------------------------------- | --------------------- | --------- | ------------- | ------------------- |
| 8 dicembre | Lucerne Invitational 1978 Lucerna, Svizzera Sintetico indoor Singolare - Doppio | Jimmy Connors 6–1 6–1 | Tom Okker |               |                     |
| 8 dicembre | Lucerne Invitational 1978 Lucerna, Svizzera Sintetico indoor Singolare - Doppio |                       |           |               |                     |